# Love - Les Rois mages
Albums de Sheila
Reviens je t'aime
(1970) Poupée de porcelaine (album)
(1972)
Love - Les Rois mages est un album studio (et deux chansons) de Sheila sortie en 1971 en LP 33 Tours, et en K7 audio. Il a été réédité en CD en 2006
L'album original est composé d'une pochette ouvrante contenant à l'intérieur la dédicace suivante : « Fragile, tout est fragile et malgré nous le temps s'en va. Fragile, tout est fragile mais notre amour nous survivra. Sheila. ».
Les photos de l’album sont réalisées par Benjamin Auger.

## Liste des titres
1. Love
2. Fragile
3. J'adore (en duo avec Aldo Maccione)
4. Votre enfant
5. Trinidad
6. Le Carrosse
7. Les Rois mages
8. Une femme
9. Blancs, jaunes, rouges, noirs
10. Eine Stunde (en allemand)
11. Vive la terre

## Production

### France
- Édition Album original : 
  - 33 tours / LP Stéréo  Carrère distribution Philips 6319.400 sorti en 1971
  - Cassette audio  Carrère distribution Philips 7140.003 sortie en 1971

- Réédition de l'album :
  - CD  Warner Music 51011264528 date de sortie : 2006.

### Étranger
- Édition Album original : 
  -  Canada - 33 tours / LP Stéréo  Trans-Canada TSF 1444 sorti en 1971
  -  Espagne - 33 tours / LP Stéréo  Carnaby distribution Columbia Records TXS 3003 sorti en 1971, à noter la version espagnole des "Rois Mages" et la version italienne d'"Adios Amor" qui remplace "Eine Stunde"
  -  Italie - 33 tours / LP Stéréo  Carrère distribution Philips 6319.400 sorti en 1971
  -  Mexique - 33 tours / LP Stéréo  Carrère distribution Orfeon LPI/E-319 sorti en 1971, à noter que "Les Rois Mages" ne figurent pas sur cet album.
  -  Pays-Bas - 33 tours / LP Stéréo  Carrère distribution Philips 6319.400 sorti en 1971
  -  Portugal - 33 tours / LP Stéréo  Zip distribution Carrère ZIP - ? sorti en 1971

## Les extraits de l'album
- Les Rois mages / Une femme.
- Blancs, Jaunes, Rouges, Noirs / Vive la terre.
- Love / Fragile (uniquement en format 45 tours juke-box).
- J'adore / Trinidad.

## Autour de l'album
Sur la pochette de cet album, il y a eu une approximation dans les crédits puisqu'une chanson n'a finalement pas été retenue, "Accordez-vous" (chanson de Gilbert Bécaud paraît-il) est signalée sur le verso de la pochette ouvrante, et ne figure pas sur le disque.
La version CD a évidemment rectifié l'erreur.

## Reprises des chansons issues de l'album
Les Rois mages
- 1971 - Raymond Boisserie
- 1971 - Paul Mauriat
- 1971 - Raymond Lefebvre
- 1971 - Yvette Horner
- 1971 - André Verchuren
- 1971 - Georges Jouvin
- 1971 - Renée Martel
- 1971 - Michèle Richard
- 1972 - Il était une fois
- 1972 - Dominique
- 1973 - Claude François
- 1976 - Caravelli
- 1983 - Nathalie Lacour
- 1987 - Los Muchachos
- 1996 - Clémence Bringtown / La Compagnie créole
- 1998 - Chayanne
- 2002 - Les petits chanteurs du rock
- 2008 - Leslie
- 2013 - Incare
- 2017 - Camille Lou
- 2017 - Agustín Galiana
- 2020 - Chantal Kepler
- 2021 - Bénabar

Autres langues (dont la traduction est issue de la chanson de Sheila)
- 1971 - Claudia Gorden (Die weinsen Männer, Allemagne)
- 1971 - Teddy Parker (Die weinsen Männer, Allemagne)
- 1971 - Mike Laure & Sus Cometas (Los reyes magos, Espagne)
- 1971 - Piloto (Los reyes magos, Espagne)
- 1971 - Los Christians del Salvador (Los reyes magos, Salvador)
- 1971 - Los Sugars (Los reyes magos, Espagne/Bolivie)
- 1971 - José Almerida (Los reyes magos, Mexique)
- 1971 - Salomé (Los reyes magos, Espagne, Mexique)
- 1972 - Esperança (Os sabios, Brésil)
- 1972 - Marisol (Los reyes magos, Espagne, Argentine, Mexique)
- 1972 - Dolores Munez (Os sabios, Portugal)
- 1972 - Irma (I saggi, Italie)
- 1972 - Dori Ghezzi (I saggi, Italie)
- 1973 - Manolo Escobar (Los reyes magos, Espagne, Mexique, Colombie, Argentine)
- 1974 - Las Salinas (Los reyes magos, Equateur, Chili)
- 1975 - Kathy Bodtger (The Kronger, Danemark)
- 1979 - Nese Alkan (Bilge adamlar, Turquie)
- 1981 - Torodechi Magazato (Toho no san hakase, Japon)
- 1984 - Christina Werner (Die weinsen Männer, Allemagne)
- 1985 - Lucerita (Los reyes magos, Mexique)
- 1989 - Volga Volga (Mudresty, URSS/Russie)
- 1990 - The Italian Girls (The wise men, Royaume-Uni)
- 1997 - Divina (The wise men, Royaume-Uni)
- 2000 - Wendy Watten (De wijze mannen, Pays-Bas/Belgique)
- 2004 - Nicole & Hugo (De wijze mannen, Belgique/Pays-Bas)
- 2005 - The Inbetweens (The wise men, Royaume-Uni/Etats-Unis)

Blancs, jaunes, rouges, noirs
- 1971 - Georges Jouvin
- 1971 - Paul Mauriat
- 1972 - Chantal Renaud